# Pactos de Madrid de 1953

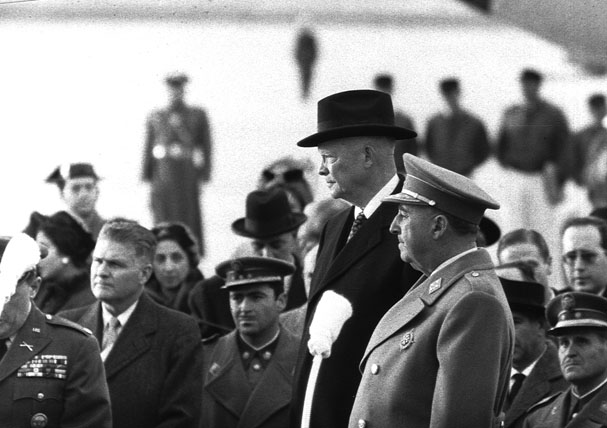
El jefe de estado de España, Francisco Franco, y el presidente de EE. UU., Dwight Eisenhower, en la base estadounidense de Torrejón, en los alrededores de Madrid, durante la visita del presidente estadounidense a España en 1959.

Los llamados Pactos de Madrid de 1953 fueron tres «acuerdos ejecutivos» (agreements) firmados en Madrid el 23 de septiembre de 1953 entre Estados Unidos y España, que entonces vivía bajo la dictadura del general Franco. Según los mismos se instalarían en territorio español cinco bases militares estadounidenses a cambio de ayuda económica y militar. Para el régimen franquista supusieron, junto con el concordato con la Iglesia católica firmado un mes antes, la integración definitiva en el bloque occidental tras el aislamiento que había padecido desde el final de la Segunda Guerra Mundial por su vinculación con las potencias del Eje. El gobierno español recibió otras ayudas conocidas como "ayuda americana".

## Antecedentes

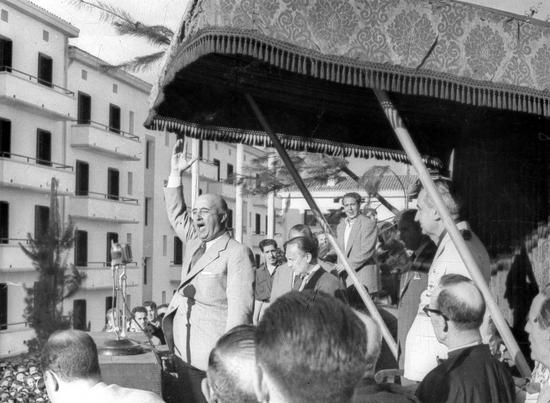
Franco dando un discurso en Éibar en 1949. Durante la época del aislamiento del régimen el general Franco aparecía pocas veces vestido de militar, a diferencia de lo que sucedió durante el resto de su mandato.

A finales de 1947 se produjeron las primeras pruebas de que la actitud de las potencias occidentales hacia el régimen de Franco comenzaba a cambiar, al producirse la ruptura entre los antiguos aliados de la Segunda Guerra Mundial —el «mundo libre» frente a la «dictadura comunista», como lo expresó el presidente Harry Truman—. Así, el estallido de la «Guerra Fría» acabó favoreciendo al régimen franquista, al tener España un nuevo valor estratégico para el bloque occidental ante un posible ataque soviético contra la Europa que no controlaba el Ejército Rojo.
En noviembre de 1947 Estados Unidos se oponía con éxito en la ONU a una nueva condena del régimen de Franco y a la imposición de nuevas sanciones. Cuatro meses después, Francia volvía a reabrir la frontera con España cerrada en 1946 tras el fusilamiento de Cristino García Granda, y entre mayo y junio de 1948 se firmaban sendos acuerdos comerciales y financieros con Francia y con el Reino Unido. A principios de 1949 el régimen franquista recibía el primer crédito concedido por un banco estadounidense con la aprobación de su gobierno —por valor de 25 millones de dólares—. Poco antes había visitado España el presidente del Comité de las Fuerzas Armadas del Senado de los Estados Unidos.
El proceso de «rehabilitación» del régimen franquista se completó formalmente en 1950, después de que en junio de ese año estallara la guerra de Corea, la primera gran confrontación de la «guerra fría». Nada más conocerse la noticia de la invasión de Corea del Sur por Corea del Norte, el gobierno español se apresuró a enviar una nota al gobierno estadounidense en la que decía: «España desearía ayudar a Estados Unidos a detener el comunismo enviando fuerzas a Corea». Este se limitó a dar las gracias pero al mes siguiente el Senado, a propuesta del demócrata Pat McCarran —miembro del Spanish Lobby creado por José Félix de Lequerica, representante oficioso del gobierno español en Washington—, autorizó al Export-Import Bank a conceder a España un crédito de 62,5 millones de dólares. El 4 de noviembre de 1950, la Asamblea General de la ONU revocó por amplia mayoría —gracias al apoyo estadounidense y a la abstención francesa y británica— la resolución de condena del régimen franquista de diciembre de 1946 —votaron a favor 38 países, 10 en contra y 12 se abstuvieron—. Así en los meses siguientes regresaron a Madrid los embajadores occidentales y se aprobó la entrada de España en los organismos internacionales especializados de la ONU.
El interés de Estados Unidos por España se centró en su valor geoestratégico, pues además de «controlar el estrecho de Gibraltar, el territorio peninsular podía servir también de base de retaguardia para el dispositivo militar estadounidense en Europa, mientras que las islas Canarias ocupaban una privilegiada situación en el control de una extensa área del Atlántico y del África noroccidental».

## Acuerdos

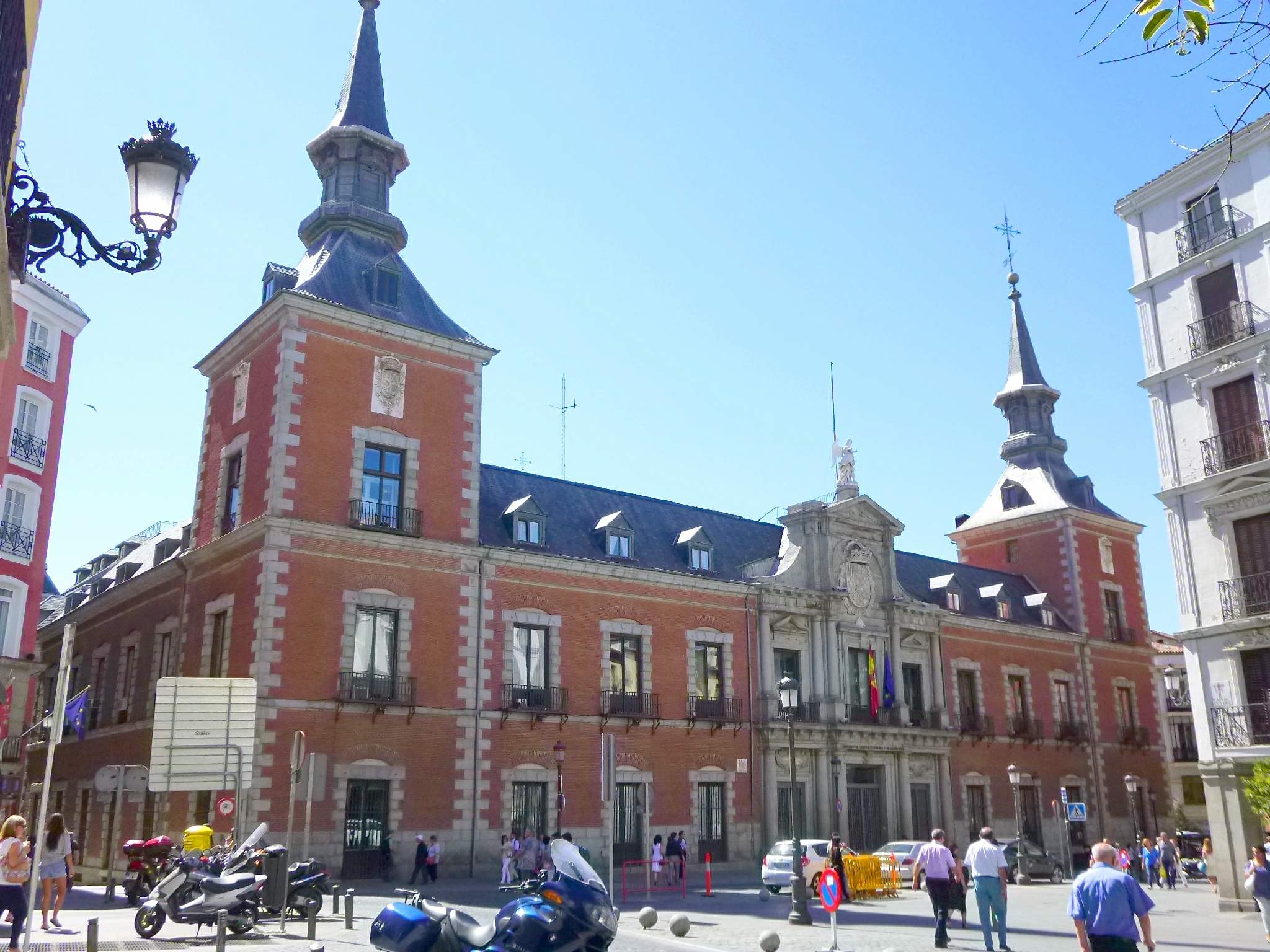
Palacio de Santa Cruz, sede del Ministerio de Asuntos Exteriores, donde se firmaron los Pactos de Madrid.

Las negociaciones con Estados Unidos comenzaron en abril de 1952 —en julio del año anterior el almirante Jefe de Operaciones de la Marina estadounidense ya se había entrevistado con Franco en Madrid, alcanzando un principio de acuerdo para la colaboración militar entre los dos países—. La delegación estadounidense estuvo encabezada por el general August Kissner para los asuntos militares y por George Train para los económicos, y la española por el general Juan Vigón. Las reticencias estadounidenses iniciales a que el acuerdo supusiera un respaldo político al general Franco, fueron superadas tras la elección del nuevo presidente Dwight Eisenhower quien nombró como embajador en Madrid a James Dunn, que se mostró menos inflexible que su antecesor a la hora de aceptar las condiciones que pedía el gobierno español. Finalmente se firmó el acuerdo el 23 de septiembre de 1953 pero éste no tuvo el rango de tratado, como pedía el gobierno español, sino de «pacto ejecutivo» entre gobiernos (agreement) porque para que fuera un tratado hubiera sido necesaria la aprobación del Senado estadounidense, algo imposible de conseguir ya que la mayoría de sus miembros se negaba a apoyar el régimen político de Franco.
En el acto de la firma de los Pactos, que tuvo lugar en el Palacio de Santa Cruz, sede del Ministerio de Asuntos Exteriores, ya se pudo comprobar que no era un acuerdo entre iguales, pues mientras que en representación de España estuvieron presentes el ministro de Asuntos Exteriores, Alberto Martín-Artajo, y el ministro de Comercio, Manuel Arburúa, la representación estadounidense se redujo a su embajador en Madrid y al presidente de la Cámara de Comercio de los Estados Unidos en España.
Los que serían llamados Pactos de Madrid constaban de tres acuerdos: el primero se refería a los suministros de material de guerra que Estados Unidos iba a proporcionar a España; el segundo se ocupaba de la ayuda económica, que incluía la concesión de créditos; el tercero, y más importante, era el que se refería a la ayuda para la defensa mutua, que consistía en el establecimiento de bases militares estadounidenses en territorio español, y por el que el gobierno español se obligaba a aportar «al desarrollo y mantenimiento de su propio poder defensivo y el del mundo libre... la plena contribución que le permitan su potencial humano, recursos, instalaciones y condición económica general», todo ello «en la medida de su estabilidad política y económica», lo que constituía una garantía del apoyo de los Estados Unidos al régimen franquista. El acuerdo sobre las bases decía lo siguiente:

El gobierno de España autoriza al gobierno de Estados Unidos... a desarrollar, mantener y utilizar para fines militares, juntamente con el gobierno de España, aquellas zonas e instalaciones en territorio español bajo jurisdicción española que se convenga por las autoridades competentes de ambos gobiernos como necesarias para los fines de este Convenio. [...] Las zonas que en virtud de este Convenio se preparen para su utilización conjunta, quedarán siempre bajo pabellón y mando español y España asumirá la obligación de adoptar las medidas necesarias para su seguridad exterior. Sin embargo, los Estados Unidos, podrán, en todo caso, ejercer la necesaria vigilancia sobre el personal, instalaciones y equipo estadounidenses.

Las bases estarían teóricamente bajo la soberanía conjunta de España y de Estados Unidos, pero existía un protocolo adicional secreto, que no se conocería hasta muchos años después, por el que Estados Unidos podía decidir unilateralmente cuándo utilizarlas «en caso de evidente agresión comunista que amenace la seguridad de Occidente» sin obligación de dar cuenta al gobierno español. Por otro lado, se almacenó armamento atómico en ellas —incluidos los submarinos nucleares—, incluso en la base de Torrejón que estaba muy cerca de Madrid.

## Consecuencias

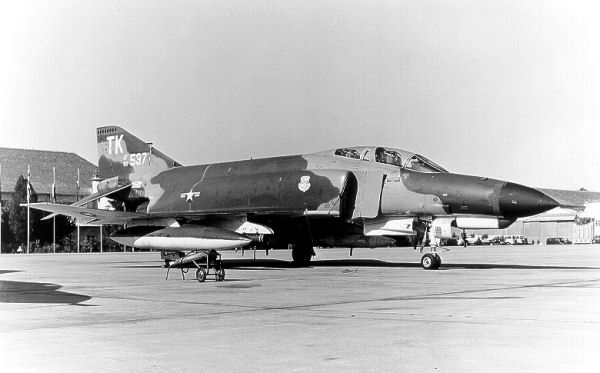
Caza estadounidense en la Base de Torrejón (1970).

Durante los primeros diez años de vigencia de los acuerdos, que serían prorrogados, se instalaron en territorio español cinco grandes bases militares estadounidenses, cuatro aéreas (Base Aérea de Morón, Base Aérea de Zaragoza, Base Aérea de Torrejón de Ardoz, y Base Aérea de San Pablo) y una naval (Base Naval de Rota), así como otras instalaciones menores como los escuadrones de vigilancia aérea. En ellas se instalaron cerca de 7000 militares de los Estados Unidos con sus familias. Hubo instalaciones con presencia estadounidense en las localidades de Constantina, El Frasno, Villatobas, Sonseca, Rosas, Estartit, Alcoy, Elizondo, Sóller y Mañón.
La compensación económica que recibió España de Estados Unidos entre 1953 y 1963 fue de algo más de 1500 millones de dólares, básicamente créditos gestionados por el Export-Import Bank para comprar productos estadounidenses, fundamentalmente alimentos, algodón y carbón. La ayuda militar fue de 456 millones en material de guerra de segunda mano, que a pesar de ello sirvió para modernizar las Fuerzas Armadas durante la dictadura franquista, que seguían utilizando armas italianas y alemanas de la guerra civil española. Sin embargo, el gobierno estadounidense impuso limitaciones para su uso, limitándolo al puramente defensivo. 
Desde el punto de vista geoestratégico España quedó incorporada al sistema de defensa occidental, pero sin acceder a la toma de decisiones al ser vetado su acceso a la OTAN —que acababa de fundarse en 1949— debido la oposición de los miembros europeos de la Alianza que rechazaban el régimen franquista, tanto por su carácter dictatorial como su vinculación con las potencias del Eje durante la Segunda Guerra Mundial. Así España se convirtió «en satélite estratégico, más que aliado formal, de los Estados Unidos».
El principal beneficio de los Pactos fue político, ya que gracias a ellos el régimen franquista abandonó definitivamente el aislamiento internacional que había padecido desde 1945, a pesar de que, según Julio Gil Pecharromán, «desde muy pronto reinó entre los políticos y militares españoles la impresión de que eran tratados como socios menores en el sistema estratégico de la superpotencia, que recibían poco más que migajas de la ayuda exterior. Pero, si el Movimiento Nacional debía seguir gobernando España, no quedaba otra que continuar vinculados a tan poderoso protector». Un punto de vista similar es el que sostiene Stanley G. Payne: «No hay duda de que esta relación fortaleció la imagen del Régimen en el interior del país y en el exterior. Martín Artajo afirmó que éste era el reconocimiento por parte de Estados Unidos de que la postura de Franco había sido la correcta desde el principio. Sin embargo, había una oposición bastante fuerte a este acuerdo dentro de España, aunque no podía expresarse libremente. Los críticos argumentaban que era una relación asimétrica y que involucraría a España o al menos el territorio español en cualquier conflicto internacional en que tomara parte Estados Unidos».

### Impacto en el Ejército Español
Este es un resumen del material entregado por EE. UU. a España en virtud de los acuerdos de 1953 y los convenios que le siguieron los años posteriores:

#### Consecuencias en el Ejército de Tierra
Entrega de carros de combate M47 Patton, M48 Patton, M24 Chaffee y M41 Walker Bulldog; cañones M-1A3; obuses M101, M114 y M37; semiorugas M3 y vehículos M4.

#### Consecuencias en la Armada
Modernización de los destructores clase Audaz, clase Liniers, las fragatas clase Pizarro, los submarinos clase D, y otros buques menores (torpederos, minadores, cañoneros, dragaminas...). Años después, entrega del portaviones Dédalo, de destructores clase Lepanto (Fletcher) y clase Churruca (Gearing), de submarinos clase Balao, y de otros buques menores. Colaboración en el desarrollo de las fragatas clase Baleares.

#### Consecuencias en las Fuerzas Aéreas
Entrega de cazas F-86 Sabre, de entrenamiento Lockheed T-33, entrenadores de hélice T-6 Texan, aviones de transporte DC-3 y DC-4, y aviones de patrulla y salvamento marítimo Grumman Albatross. Años después se entregarían cazas Lockheed F-104 Starfighter y F-4 Phantom II, de transporte Caribou y C-97 Stratofreighter, aviones cisterna Boeing KC-97 Stratotanker y helicópteros Bell 47 y UH-1 Iroquois.